# Polycentropus biappendiculatus
Polycentropus biappendiculatus är en nattsländeart som beskrevs av Oliver S. Flint Jr. 1974. Polycentropus biappendiculatus ingår i släktet Polycentropus och familjen fångstnätnattsländor. Inga underarter finns listade i Catalogue of Life.